# Hidetaka Kanazono
Hidetaka Kanazono (金園 英学 Kanazono Hidetaka?, nacido el 1 de septiembre de 1988 en Osaka) es un futbolista japonés que se desempeña como delantero en el Ventforet Kofu de la J2 League.

## Trayectoria

### Clubes
| Club                       | País  | Año         |
| -------------------------- | ----- | ----------- |
| Júbilo Iwata               | Japón | 2011 - 2014 |
| Vegalta Sendai             | Japón | 2015 - 2016 |
| Hokkaido Consadole Sapporo | Japón | 2017 - 2018 |
| Ventforet Kofu (cedido)    | Japón | 2018        |
| Ventforet Kofu             | Japón | 2019 -      |

## Estadística de carrera

### J. League
| Club                       | Año   | J. League | J. League | Copa J. League | Copa J. League | Total | Total |
| Club                       | Año   | Part.     | Goles     | Part.          | Goles          | Part. | Goles |
| -------------------------- | ----- | --------- | --------- | -------------- | -------------- | ----- | ----- |
| Júbilo Iwata               | 2011  | 28        | 12        | 3              | 0              | 31    | 12    |
| Júbilo Iwata               | 2012  | 5         | 1         | 0              | 0              | 5     | 1     |
| Júbilo Iwata               | 2013  | 30        | 6         | 6              | 3              | 36    | 9     |
| Júbilo Iwata               | 2014  | 10        | 1         | -              | -              | 10    | 1     |
| Vegalta Sendai             | 2015  | 29        | 7         | 3              | 1              | 32    | 8     |
| Vegalta Sendai             | 2016  | 7         | 0         | 1              | 0              | 8     | 0     |
| Hokkaido Consadole Sapporo | 2017  | 15        | 0         | 4              | 0              | 19    | 0     |
| Total                      | Total | 124       | 27        | 17             | 4              | 141   | 28    |